# Parco naturale di Cañón del Río Lobos
Il Parco naturale di Cañón del Río Lobos è un'area naturale protetta della comunità autonoma di Castiglia e León, in Spagna. Due terzi del parco si trovano nella provincia di Soria e un altro terzo si trova nella provincia di Burgos.

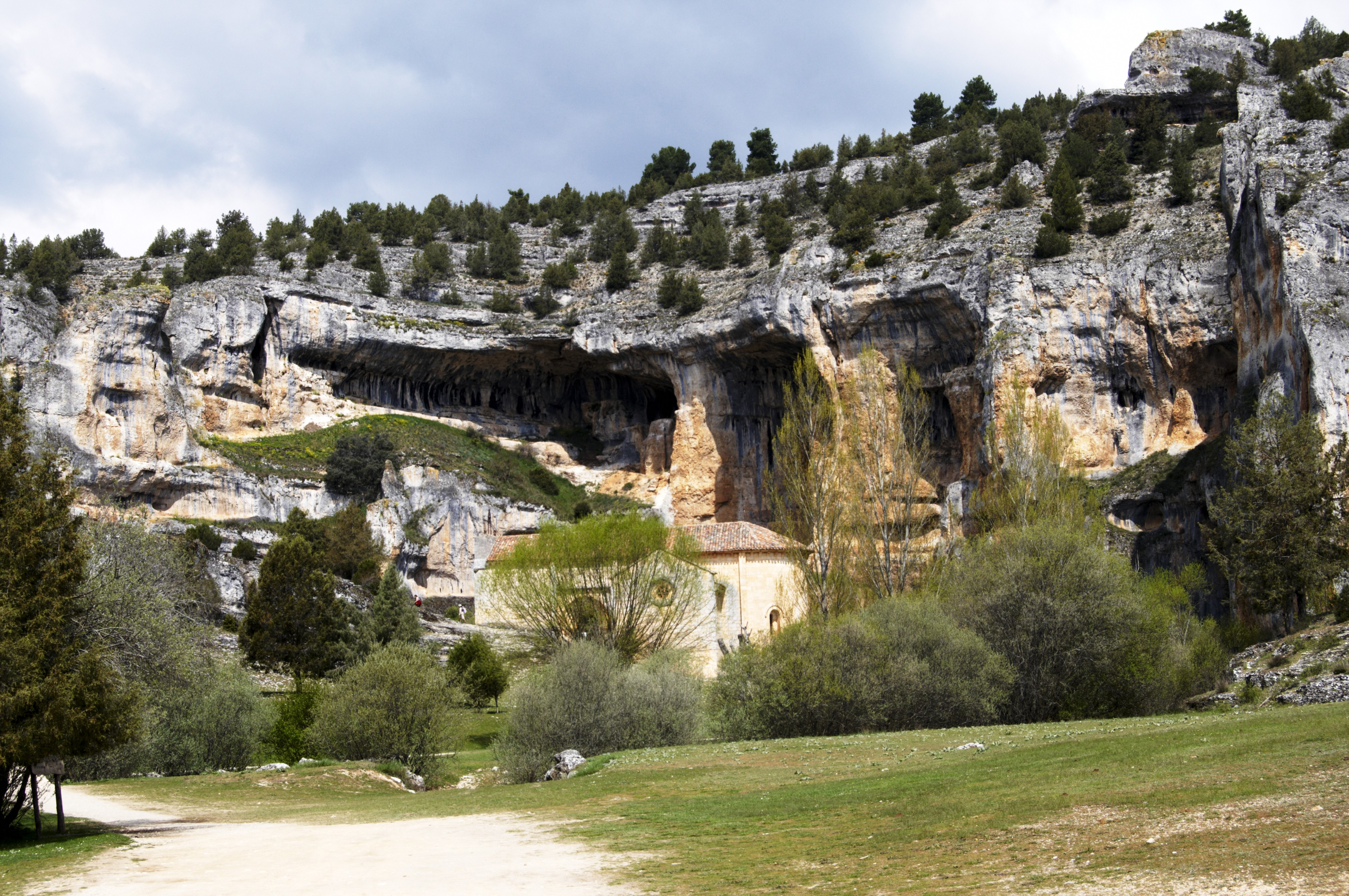